# Bech voyage
Bech voyage (titre original en anglais, Bech: a Book, signifiant « Bech : un livre ») est un roman de l'écrivain américain John Updike publié en mai 1970 aux États-Unis et en français le 18 avril 1972 aux éditions Gallimard. Composé de sept chapitres distincts, il constitue le premier volume du « cycle Bech » mettant en scène la vie du personnage Henry Bech.

## Écriture du roman
John Updike, qui s'est fait connaître avec Cœur de lièvre, le premier volume de sa future tétralogie « Rabbit Angstrom » consacrée à un Américain de la classe moyenne vivant en Pennsylvanie, s'attache dans ce premier roman introduisant le personnage d'Henry Bech, à décrire la vie d'un écrivain d'ascendance juive vivant à New York. Ces deux personnages constitueront dès lors deux alter ego de John Updike qui leur consacrera plusieurs romans durant les trois décennies suivantes qui constitueront le cœur de son œuvre littéraire.
Le roman fut en réalité composé sous forme de différentes nouvelles à partir de décembre 1964, date de l'écriture de la première d'entre elles, La Poétesse bulgare. L'écriture de l'ensemble des nouvelles du premier volume s'étend jusqu'en 1969 avec dans l'ordre de composition : La Poétesse bulgare (décembre 1964), Bech en Roumanie (avril 1966), Bech fume un joint (octobre 1967), Appendices (juillet 1968), Riche en Russie (février 1969), Bech oscille ? (juin-août 1969), Bech panique (octobre 1969), Bech entre au paradis (novembre 1969).
Certaines de ces nouvelles furent initialement publiées dans The New Yorker les années précédentes avant d'être éditées en 1970 en un volume unique regroupant sept histoires et deux annexes (l'une sous forme d'un journal intime et l'autre sous forme d'une bibliographie de l'écrivain Henry Bech). Elles sont inspirées de la propre expérience de Updike qui lui aussi fit un voyage en 1964 en URSS et dans des pays du bloc de l'Est.

## Résumé

### Riche en Russie
À la fin des années 1960, Henry Bech, écrivain New Yorkais de 40 ans d'ascendance juive mais totalement non pratiquant vivant à Riverside Park, ayant connu le succès quelques années auparavant pour son roman Travel Light, part en URSS en pleine Guerre froide dans le cadre d'un échange culturel entre le Département d'État des États-Unis et l'union soviétique. Accompagné d'une jeune interprète, Ekaterina, auquel il n'est pas insensible, il découvre la vie artistique de Moscou et le gouffre économique qui sépare ce pays de ceux de l'Ouest notamment en ne sachant que faire du montant de ses droits d'auteur en roubles qu'il doit mais ne peut dépenser sur place faute de produits à acheter.

### Bech en Roumanie
Lors d'un deuxième voyage de l'autre côté du rideau de fer quelques mois plus tard, Bech participe à nouveau à un échange culturel en Roumanie, pays qui se veut le plus indépendant dans la sphère d'influence soviétique. Pouvant cette fois-ci user auprès de ses confrères écrivains de son français et aidé par son guide Petrescu, Bech se voit envoyé loin de Bucarest pour passer quelques jours à Brașov en Transylvannie. Lors de ce voyage, fait en voiture à un chauffeur pathologiquement agressif au volant, il découvre une autre Roumanie à la fois kitsch et campagnarde, mais non dénuée du charme de ses chanteuses de bars d'hôtel. De retour à Bucarest, il passe une dernière nuit au théâtre et dans un cabaret en compagnie d'un couple d'écrivains roumains célèbres.

### La Poétesse bulgare
Après la Roumanie, Bech s'envole directement pour Sofia en Bulgarie, où toujours reçu par les autorités culturelles il fait la connaissance de la poétesse Vera Glavanakova. Dans un anglais approximatif, les deux écrivains vont échanger sur leur vision de la littérature contemporaine et leur façon d'aborder leur écriture. Tous deux semblent développer une sensibilité similaire et une amourette non-dite s'installe en quelques heures bien que le moment de la séparation définitive soit proche ; le champ des « possibles » ne sera pas ouvert…

### Bech fume un joint
Henry Bech passe l'été avec sa compagne du moment, Norma, la sœur de celle-ci Bea et ses deux enfants, dans une maison louée pour l'été à Martha's Vineyard. Par hasard, il y fait la rencontre de Wendell Morrison, un ancien étudiant de l'université Columbia, promo 1963, où Bech donne occasionnellement des cours de littérature, qui s'invite au culot pour passer une soirée chez eux afin de discuter de ses derniers écrits. Déluré et dans l'air de son temps, Wendell qui fait du gringue à Norma finit par proposer une soirée pétard. Norma en apparence et à sa grande fureur n'éprouve pas les effets du cannabis, alors que Bech et Bea rapidement sont sous l'effet hallucinogène. Bech, malade finit la soirée à vomir dans les toilettes et à son retour découvre que Norma est partie avec Wendell sans explication. Il se retrouve avec Bea, qui toujours dans la crainte des « fenêtres qui bougent » lui confie son admiration et attirance. Au retour de Norma dans la nuit et après une scène de jalousie, tout le monde se couche, et Bech quitte son lit pour rejoindre Bea qui l'attendait.

### Bech panique
Alors qu'il refuse généralement toute invitation et conférence, Bech, charmé par l'accent dixie de son interlocutrice qui lui demande de venir faire une série de rencontres dans un college de jeunes filles de l'État de Virginie accepte l'invitation de passer quelques jours le mois suivant dans le Sud, loin de New York et de Bea auprès de laquelle et de ses enfants il étouffe. Après une première rencontre avec des élèves, il se retrouve dans sa chambre attenante au dortoir et ressent de façon intense et troublante la présence de toutes ces jeunes femmes et s'interroge sur sa personne et sa production littéraire plutôt défaillante ces dernières années. Après une seconde journée de séminaires, son hôtesse, Ruth Eisenbraun, qui lui tient compagnie la soirée suivante et sent ses tensions internes lui propose abruptement de passer la nuit avec elle. Subitement Bech éclate en sanglot et trouve refuge dans les bras et le corps de la jeune femme.

### Bech oscille?
Répondant à l'invitation de Goldschmidt son éditeur londonien qui souhaite faire paraître les œuvres de Bech dans une nouvelle collection, celui-ci part une semaine à Londres faire la promotion des livres à un moment où son succès littéraire est largement déclinant et sa production à l'arrêt. Goldschmidt organise une première série d'entrevues avec un jeune critique littéraire censé réaliser un reportage original sur l'auteur New Yorkais. Le courant entre Bech et Tuttle passe mal et le jeu des questions-réponses, tendu, avance difficilement. Lors d'une réception mondaine donnée par Goldschmidt en l'honneur de Bech, ce dernier fait la rencontre de Merissa, une jeune femme mystérieuse et entreprenante qui à la fin de la soirée lui propose de venir chez elle, ce qu'il accepte. Les jours qui suivent alternent entre les entretiens toujours aussi difficiles avec Tuttle et les diverses activités culturelles et festives avec Merissa qui reste toujours dans le flou sur ses activités et sa condition sociale visiblement très aisée. Bech construit intérieurement diverses hypothèses sur elle et décide d'en faire l'héroïne de son prochain roman. L'avant-dernier jour avant son départ, Bech ne réussit pas à joindre Merissa qui ne répond à aucun de ses appels. Au moment de reprendre l'avion, Goldschmidt remet à Bech une revue de presse faisant le compte-rendu de son passage dans la ville. Bech au fur et à mesure qu'il s'éloigne de l'Angleterre découvre l'article négatif de Tuttle et le bref billet people hebdomadaire de Merissa dans le journal de son père, article qui malgré tout l'émeut.

### Bech entre au paradis
À l'âge de 12 ans, alors qu'il est élève en 1935 d'une Public School dans Upper West Side, Henri Bech est amené par sa mère, possessive et ayant une haute idée de son fils et de son avenir, à une cérémonie annuelle New Yorkaise de remise de prix pour des écrivains, artistes, et personnalités du spectacle de second rang. En 1965, Bech reçoit une invitation en tant pour entrer dans cette même académie des Belles-Lettres, déclenchant en lui l'écho des impressions de son enfance et une certaine satisfaction. Lors de la cérémonie, qu'il vit cette fois-ci sur la scène et non plus dans le public, il se retrouve à sa grande surprise aux côtés de certaines personnes qu'il avait vu étant enfant. À l'appel de son nom pour lui remettre son prix, Bech semble apercevoir, assise au premier rang, sa mère pourtant morte vingt ans auparavant, et ne peut malgré tout ressentir de la fierté et de l'émotion pour ce chemin parcouru.

### Appendices
L'appendice A est un carnet de voyage, l'appendice B, la bibliographie complète de Henry Bech jusqu'en 1970.

## Éditions
- (en) Bech: a Book, Alfred A. Knopf Publisher, 1970.
- Bech voyage, éditions Gallimard, 1972  (ISBN 978-2070281985).
- (en) The Complete Henry Bech, coll. « Everyman's Library », Alfred A. Knopf Publishers, 2001,  (ISBN 0-375-41176-3).